# 1992 OY7
1992 OY7 är en asteroid i huvudbältet som upptäcktes den 21 juli 1992 av den belgiske astronomen Henri Debehogne och den spanske astronomen Álvaro López-García vid La Silla-observatoriet.